# 布兰尼夫国际航空 (1928年)

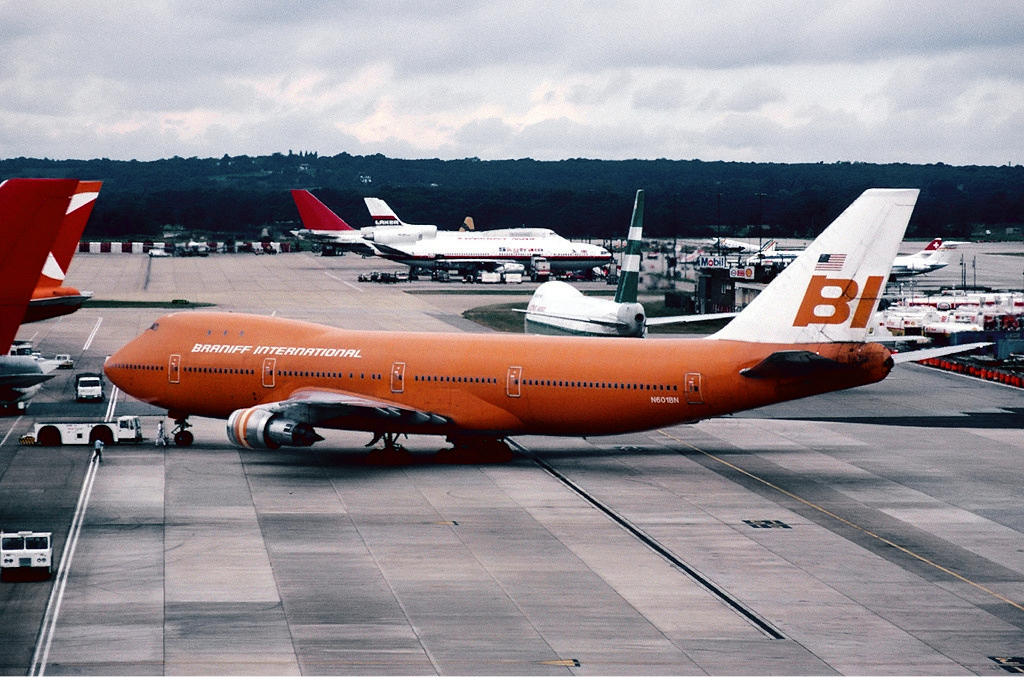
一架布蘭尼夫國際航空所屬的波音747-127型客機，攝於1981年時的倫敦蓋威克機場。

布兰尼夫国际航空（英語：Braniff International Airways）是美国一间存在于1928年至1982年之间的航空公司，主要经营美国中西部和西南部、南美洲、巴拿马等地区航线，并在后期开始涉足亚洲和欧洲。但由于包括燃油价格不断上涨、企业野心过大、公司过分扩张、多变和激烈的同业竞争、以及1978年美国颁布航空放松管制法的结果等因素，这家航空公司在1982年5月12日在未結業且其餘資產正常運營的情況下退出商業航空運營服務。